# Haraholm (vid Saverkeit, Houtskär)
Haraholm är en ö i Finland. Den ligger i Skärgårdshavet vid ön Saverkeit i kommundelen Houtskär i kommunen Pargas i den ekonomiska regionen  Åboland i landskapet Egentliga Finland, i den sydvästra delen av landet. Ön ligger omkring 50 kilometer sydväst om Åbo och omkring 190 kilometer väster om Helsingfors.
Öns area är 1 hektar och dess största längd är 130 meter i sydväst-nordöstlig riktning.